# Fritz Noether
Fritz Alexander Ernst Noether (7 octobre 1884 à Erlangen, royaume de Bavière – 10 septembre 1941 à Orel, Russie, URSS) est un mathématicien, frère cadet de la célèbre mathématicienne Emmy Noether.
Leur père, Max Noether, était mathématicien et professeur à Erlangen. Le mathématicien Gottfried Noether était le fils de Fritz Noether.

## Biographie
Noether fit ses études à Erlangen et Munich à partir de 1904, en physique et en mathématiques. Il obtint un doctorat summa cum laude en 1909, sous la direction d'Aurel Voss (de).
Le dernier des quatre volumes de Über die Theorie des Kreisels, de Felix Klein et Arnold Sommerfeld, qui traite des applications techniques de la théorie de la toupie, porte fortement la marque de Noether.
En 1911, il soutint à l'université de Karlsruhe son habilitation, Über den Gültigkeitsbereich der Stokesschen Widerstandsformel. Il travailla comme Privatdozent puis, en 1918, fut nommé professeur exceptionnel. De 1922 à 1933, il occupait la chaire de mathématiques supérieures et mécanique à l'École polytechnique de Breslau. Parmi ses étudiants durant cette période figure Helmut Heinrich (de), qui obtint son doctorat en 1933 à Breslau.
Chassé de son poste en 1933 parce qu'il était juif, il émigra en Union soviétique, où il obtint un emploi de professeur à l'université d'État de Tomsk, en Sibérie. En novembre 1937, pendant la Grande Purge, il fut arrêté à son domicile à Tomsk par le NKVD et condamné à vingt-cinq ans de prison comme « espion allemand ». Einstein prit en vain sa défense dans une lettre adressée le 28 avril 1938 à Maxime Litvinov, ministre soviétique des Affaires étrangères.
Ce n'est qu'à l'ouverture des archives secrètes, sous Gorbatchev, que l'on sut qu'en prison, durant l'été 1941 — donc après l'attaque de l'Union soviétique par l'Allemagne — il avait été accusé de « propagande antisoviétique », condamné à mort et fusillé.
En 1988, la Cour suprême de l'Union soviétique jugea qu'il n'était coupable d'aucun crime.

## Œuvre
Les résultats les plus importants de Fritz Noether se situent dans le domaine de l'analyse fonctionnelle. Il est le premier à avoir étudié les opérateurs de Fredholm, nommés d'après le mathématicien suédois Ivar Fredholm, mais appelés le plus souvent, dans les livres russes, « opérateurs de Noether ».